# HD 5980
HD 5980 è una stella multipla, la più luminosa della Piccola Nube di Magellano e visibile nella costellazione del Tucano, distante circa 210.000 anni luce dal sistema solare.
HD 5980, una delle stelle più luminose conosciute, è la fonte principale della ionizzazione della ricca regione HII N66.
Il sistema stellare è formato da almeno tre stelle; A e B formano una binaria a eclisse con un periodo orbitale di 19,3 giorni distanziate tra loro di 0,6 U.A., mentre la stella C sembra essere a sua volta binaria, con un periodo orbitale delle due componenti stimato in 96,5 giorni.
Le componenti A e B sembrano essere stelle di Wolf-Rayet. La componente A, con una massa pari a 60 volte quella del Sole, è una stella estremamente luminosa, di magnitudine assoluta - 11,5. Essa sembra aver cambiato tipo spettrale nel corso degli ultimi decenni, a causa di un'eruzione tipica delle variabili S Doradus.